# Ладвинский Боголюбский Кирико-Иулиттинский монастырь
Ладвинский Боголюбский Кирико-Иулиттинский монастырь — упразднённый женский монастырь Русской Православной Церкви. Находился в селе Ладва, в 56 км от Петрозаводска.

## История
В селе Ладва Олонецкой губернии издавна существовал Ильинский монастырь, упразднённый в начале XVII века. По преданию, в Смутное Время, «как только монахи узнали о приближении разбойников, так всю церковную ценную утварь вложили в колокола, отверстия колоколов забили и колокола опустили в озеро у самого монастыря».
От монастыря к XIX веку сохранялся храм во имя Великомученицы Параскевы.
В одной из частей Ладвы, в Борках, стояла каменная часовня во имя святых Кирикка и Иулитты, построенная в XVII века крестьянином Аверкием Семёновым.
В 1891 году в Ладве был устроен приют для немощных старух, а в 1893 году храм во имя святых Кирика и Иулитты. Иконы для храма, в том числе образ Пресвятой Богородицы «Боголюбская» и Воскресения Христова из Зверино-Покровского женского монастыря и Новгородских угодников, пожертвовал уроженец Ладвы новгородский купец Родион Никитич Красновский.
В 1901 году на средства, отпущенные на поминовение души умершей супруги крестьянином из деревни Трешкина Гора Василием Фёдоровичем Кипрушкиным, была открыта Кирико-Иулиттинская женская община, которую возглавила управляющая монахиня Евлампия.
Были построены деревянный двухэтажный трапезный корпус и сестринский дом, гостиница для богомольцев. Монахини занимались рукоделием, огородничеством.
В 1903 году община была преобразована в Ладвинский Боголюбский Кирико-Иулитиинский монастырь. Его первой настоятельницей стала игуменья Вриенна (Варвара Чистякова).
После её смерти, монастырь возглавила Александра (Трошенкова).
В начале XX века в Петрозаводске, на Угольной улице имелось подворье монастыря.
Весной 1918 года имущество и земли монастыря были переданы государству, на его территории открыты опытная семенная станция и молочная ферма.
Община монахинь при Кирико-Иулиттинской церкви существовала до закрытия церкви в 1930-е годы, многие монахини трудились в открытой на основе земель монастыря сельскохозяйственной общине.